# ナバリノ島
ナバリノ島（ナバリノとう、Isla Navarino）は、南アメリカの南端部に位置するティエラ・デル・フエゴ（フエゴ諸島、Tierra del Fuego）の島で、全土がチリ領。

## 概要
面積は2,473 km2。全島が、チリのマガジャネス・イ・デ・ラ・アンタルティカ・チレーナ州に属する。
人口は約3,000人。最大の都市は『世界最南端の町』とされるプエルト・ウィリアムズであり、チリ空軍管理の空港サニャルトゥ空港に民間の小型機を含め夏季を中心に発着する。またチリ海軍基地もある。
昔、ヤーガン人が居住していた跡が残っている。ビーグル水道をはさんで、フエゴ島がある。

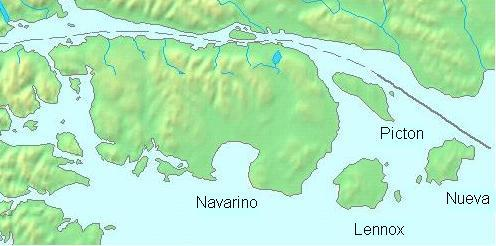
ナバリノ島の位置

## 主な町村
- プエルト・ウィリアムズ　Puerto Williams　（人口2262人）
- プエルト・トロ　Puerto Toro　（人口36人）

座標: 南緯55度5分0秒 西経67度40分0秒 / 南緯55.08333度 西経67.66667度